# Белый автобус
«Белый автобус» (англ. The White Bus) — короткометражный фильм режиссёра Линдсея Андерсона, вышедший на экраны в 1967 году. Лента основана на рассказе Шилы Дилейни.

## Сюжет
Молодая женщина утомлена своей скучной жизнью и работой секретарши, вызывающей мысли о самоубийстве. Закончив очередной рабочий день, она выходит на улицу и, встречая по пути различных странных персонажей, отправляется на вокзал и садится в вагон, забитый футбольными болельщиками. Прибыв в неназванный город на севере Англии (на самом деле это Манчестер), девушка присоединяется к группе туристов, совершающей сюрреалистическую экскурсию по городу на белом автобусе. Как ни странно, среди экскурсантов находятся мэр и хранитель церемониального жезла, которые регулярно выступают с разъяснениями по поводу осматриваемых фабрик, заводов, учреждений культуры и прочего.

## В ролях
- Патрисия Хили — девушка
- Артур Лоу — мэр
- Джон Шарп — хранитель жезла
- Джули Перри — экскурсовод
- Стивен Мур — молодой человек
- Энтони Хопкинс — актер (в эпизоде)